# Wasserkraftwerk Kardaun
Das Wasserkraftwerk Kardaun, auch Wasserkraftwerk Carlo Cicogna genannt, ist ein Laufwasserkraftwerk in Bozen in Südtirol, das von der Wasserkraft des Eisack gespeist wird. Kardaun ist das größte Kraftwerk Südtirols.

## Lage
Das Kraftwerk liegt auf dem Gemeindegebiet von Bozen im Ortsteil Leitach-Wangg, etwa 4 km östlich des Stadtzentrums nahe bei Kardaun, einer Fraktion der Gemeinde Karneid. Krafthaus, Wasserstollen und -schloss und Wehre befinden sich am rechten Flussufer des Eisack, unweit der Brennerautobahn. Die Wasserfassung ist weiter nördlich im Ortsteil Kollmann der Gemeinde Barbian. 

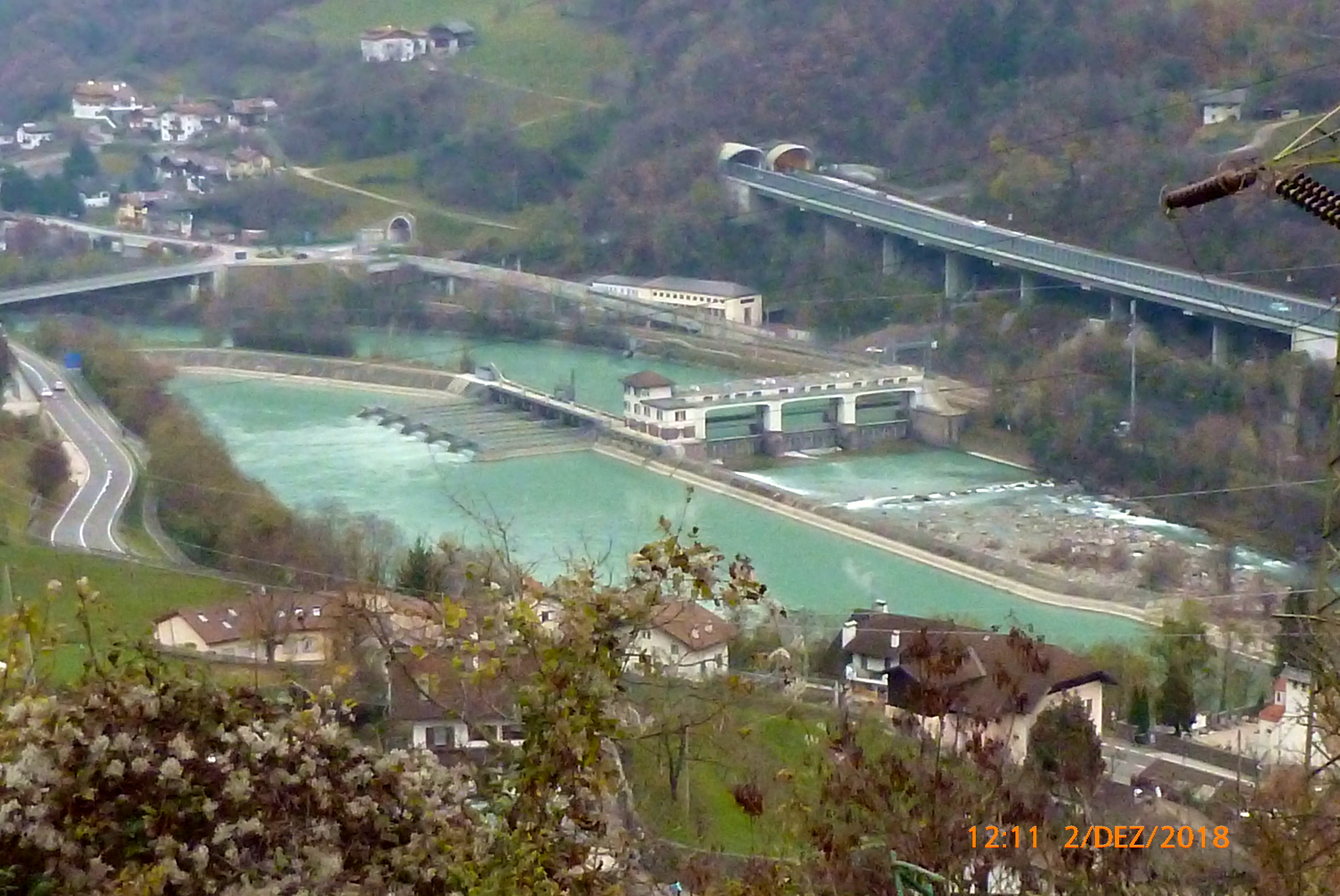
Wasserfassung mit Becken zur Geschiebeabscheidung, gesehen von oberhalb Kollmann

 Von dort fließt das Wasser durch einen 14,8 km langen Stollen bis zum Wasserschloss oberhalb des Kraftwerkes.

## Geschichte
Ein kleinerer Vorläufer des Werks ist das Kardauner Werk, das 1901/02 am Eingang des Eggentals von den damals selbständigen Gemeinden Gries und Zwölfmalgreien errichtet wurde.
Für das Werk wurden bereits 1911, noch in der Österreichisch-Ungarischen Monarchie, Entwürfe der Münchner Firma Sager & Woerner gefertigt. Kriegsbedingt erhielt die Kraftwerk Hochetsch AG erst am 29. April 1922 – bereits unter italienischer Administration – die Konzession für die Errichtung eines E-Werkes in Kardaun. Das Eisack-Wasser sollte in Waidbruck abgeleitet werden. Die Ausführung stand unter der Leitung von Gaetano Ganassini. Das Bauwerk wurde vom faschistischen Regime nach dem Ingenieur Carlo Cicogna Mozzoni, dem Vorsitzenden der Azienda elettrica municipale di Milano und der Società Elettrica del Valdarno, benannt. Das Werk ging am 25. August 1929 ans Netz; bei der Inbetriebnahme durch die Societa Idroelettrica dell'Isarco (SIDI) war es das Kraftwerk mit der höchsten Leistung in Europa und mit der damals modernsten Technik ausgestattet.
Ab 2011 wurde das Kraftwerk von der Gesellschaft SE Hydropower, einem Konsortium von Enel und Sel, geführt. Seit 2016 ist der Nachfolgekonzern der Sel, Alperia, alleiniger Eigentümer.
Bis 1965 erzeugten 3 weitere Pelton-Turbinen Strom für die Brennerbahn, die damals noch mit Drehstrom 3,6 kV 16 ⅔ Hz elektrifiziert war, und wurden über eine mittlerweile demontierte sechste Druckleitung angetrieben. Die Pelton-Turbinen und die zugehörige Druckleitung wurden nach der 1965 erfolgten Umstellung auf Gleichspannungsbetrieb abgebaut.

## Technik
Die Fallhöhe ab Wasserschloss beträgt 165 m. Die Gesamtleistung des Kraftwerkes (121 MW)  ergibt sich aus der max. Einzelleistung der Turbinen (33 MW), von denen jedoch immer nur 4 gleichzeitig produzieren. Der max. Durchfluss liegt bei 90 m³/s.
Der Grundriss des Maschinenraumes misst 100 m × 16 m.